# Isachne rigidifolia
Isachne rigidifolia là một loài thực vật có hoa trong họ Hòa thảo. Loài này được (Poir.) Urb. mô tả khoa học đầu tiên năm 1903.